# Ґулістан (Андижанський район)
Ґулістан (узб. Гулистон, Guliston) — міське селище в Узбекистані, в Андижанському районі Андижанської області.
Залізнична станція Андижан-Південний на лінії Андижан—Карасу-Узбецький. Через селище проходить автошлях Андижан—Чілан—Південний Аламушук.
Населення 1,5 тис. мешканців (1990). Статус міського селища з 2009 року.